# Azur Lane
Az Azur Lane (egyszerűsített kínai: 碧蓝航线; pinjin: Bìlán Hángxiàn; japán: アズールレーン; Azúru Rén; Hepburn: Azūru Rēn) egy oldalnézetes shoot ’em up videójáték, melyet a kínai Shanghai Manjuu és Xiamen Yongshi fejlesztettek és jelentetettek meg iOS és Android operációs rendszerekre 2017-ben. A játék története egy alternatív második világháborúban játszódik, ahol a játékosok feladata a háború fő résztvevőinek hadihajóin alapuló, női moe antropomorf karaktereket gyűjteni és oldalnézetes lövöldözős játékmenetben irányítani.
Az Azur Lane elsőként Kínában indult el, 2017. május 25-én iOS-re és 2017. június 2-án Androidra, majd 2017. szeptember 14-én Japánban is. A játék gyorsan népszerűvé vált, különösen Japánban, ahol a játékosok száma négy hónap alatt elérte az 5 milliót. A játékosok beszavazták a játékot az első öt közé a Google Play 2017 legjobb játéka listáján a régióban. A kritikusok a játék népszerűségét az eredeti és jól megtervezett játékrendszernek tulajdonították. Az angol nyelvű változat nyílt béta verziója 2018. augusztus 16-án indult el, és hivatalosan 2019. május 20-án jelent meg. Később, 2019. december 18-án az angol változatot kiterjesztették a latin-amerikai régióra. A PWB Play 2019. október 4-én egyszerre adta ki Hongkongban, Makaón és Tajvanon.
A játékból több manga- és regényfeldolgozás is készült. A játék vegyes fogadtatású 3D adaptációját, az Azur Lane: Crosswave-et a Compile Heart adta ki PlayStation 4-re 2019. augusztus 29-én. A Crosswave angol nyelvű lokalizációja 2020. február 13-án jelent meg PlayStation 4-re és PC-re. A játék Nintendo Switch portja Japánban 2020. szeptember 17-én, Észak-Amerikában 2021. február 16-án, Európában pedig 2021. február 19-én jelent meg.
Az Azur Lane első televíziós animeadaptációját 2018-ban jelentették be. A Bibury Animation Studios gyártásában készült, 12 epizódos sorozat 2019. október 3. és 2020. március 20. között került adásba. Az Egyesült Államokban a Funimation licencelte egyidejű angol nyelvre szinkronizált vetítésre. Az Azur Lane: Biszoku zensin! manga Candy Box és Yostar Pictures stúdiók általi animefeldolgozását 2021. január 12. és 2021. március 30. között sugározták, a második évadot pedig bejelentették. Az Azur Lane Queen’s Orders manga két epizódos OVA-animefeldolgozása 2023 júliusában jelent meg.

## Játékmenet

A játék főmenüje. A játékost valamelyik titkárnőjének választott karaktere köszönti és felhívja a figyelmét, ha például új üzenet érkezett vagy véget ért egy küldetés.

Az Azur Lane egy oldalnézetes shoot ’em up, szimulációs és szerep-videójáték. A játékosok feladata a Parancsnok (指揮官; Sikikan; Hepburn: Shikikan; kínai: Zhihuiguan, angol: Commander) szerepét magukra öltve női moe antropomorf szereplőket gyűjteni, akik második világháborús hadihajók interpretációi (japán kifejezéssel kanszen (艦船; Hepburn: kansen, ’hajólány’), angolul shipgirl) elsősorban Az Amerikai Egyesült Államok Haditengerészete, a Brit Királyi Haditengerészet, a Japán Birodalmi Haditengerészet és a Kriegsmarine kötelékéből, később kiegészítve a Francia Haditengerészet (Vichy-Franciaország és a Szabad Franciaország egyaránt), a Kínai Köztársaság Haditengerészete, a Népi Felszabadító Hadsereg Haditengerészete, a Regia Marina, a Szovjet Haditengerészet és az Orosz Birodalmi Haditengerészet hajóival. A játékosok a hajókat hatfős flottába szervezik és szembeszállnak a mesterséges intelligencia által irányított ellenségekkel vagy más játékosok flottáival. Ezek a hajók különféle módokon tapasztalati pontokat (experience points, EXP) szerezhetnek (például csatákból, megbízások (commissions) teljesítésével vagy a kollégiumban (Dorm) való pihentetéssel), és bizonyos mennyiségű tapasztalati pont megszerzése után szintet léphetnek. Van egy bizonyos maximális szintkorlátjuk arra vonatkozóan, hogy a játékosok meddig emelhetik a hajóikat, ami a Limit Break ('korlátok áttörése') segítségével növelhető. A legtöbb szereplő egyedi, fejleszthető képességekkel rendelkezik, amelyeket csatában lehet aktiválni.
Kezdő hajónak a USS Laffey amerikai romboló, a HMS Javelin brit romboló és a Z23 német romboló (kínai és angol változat) vagy az Ajanami japán romboló (japán és koreai változat) megszemélyesített karaktere közül lehet választani. A játékban őket említik főszereplőknek. 2021 decemberéig több mint 520 szereplő mutatkozott be a játékban, összesen kilenc, a háborúban részvevő országból. A játék arról is nevezetes, hogy megtalálhatóak benne fennmaradt múzeumhajók karakterei, így az amerikai USS New Jersey csatahajó, a japán Mikasza csatahajó vagy az orosz Auróra cirkáló. A játék készítői hangsúlyt fektetnek a valóságban el nem készült, gyakran csak terv szintjén létezett hajók szerepeltetésére, mint a Graf Zeppelin repülőgép-hordozó, a H osztályú csatahajók vagy a P osztályú cirkálók.
A játékban a hajók megszerzésének legalapvetőbb módja az építés (Build). Ehhez a bölcsességkocka (Wisdom Cube) limitált nyersanyagra és érmékre (coin) van szükség. Az építés során négy építési medencéből (Construction Pool) választhat a játékos, és véletlenszerűen kap egy hajót. A könnyű (light) medencében rombolók, könnyűcirkálók és könnyű repülőgép-hordozók, a nehéz (heavy) medencében nehézcirkálók, csatacirkálók és csatahajók, a speciális (special) medencében repülőgép-hordozók és tengeralattjárók találhatók, míg az események alatt bizonyos ideig elérhető limitált (limited) medencéből az eseményben bemutatkozó új hajók szerezhetők meg. A hajó ritkaságának növekedésével egyre kisebb a valószínűsége megszerezni azt. A hajók ritkaság szerint öt csoportba sorolhatók: gyakori (Common), ritka (Rare), elit (Elite), szuper ritka (Super Rare) és ultra ritka (Ultra Rare). Bizonyos hajók építéssel nem, csak küldetések teljesítésével vagy harc során szerezhetők meg.
Az Operation Siren új, fő történettől független játékmódot 2020. december 13-án jelentettek be és 2020. december 22-én vezették be a játékba. Az Operation Siren során a játékosnak véletlenszerű térképeket (zónákat) kell megtisztítani az ellenségtől, csapdáktól és különféle tárgyakat és a felszerelések továbbfejlesztéséhez szükséges nyersanyagokat begyűjteni. A bejárható terület, amely az Atlanti-óceán északi részét adja ki, 5 régióból épül fel - összesen 72 zónából - , melyek az önálló történet egy-egy fejezetét adják és a küldetések teljesítése során fokozatosan oldhatóak fel. A zónák nehézségi szintjét az 1-6-ig terjedő korróziószint (corrosion level) jelzi. A térképen találhatók kikötők, ahol mellékküldetések vehetők fel, javíthatók a flották, a shopban eszközök és nyersanyagok vásárolhatók. Ebben a játékmódban érhető el korlátozott ideig több hajó erősebb, META változata. Az Operation Siren eltér a játék normál küldetéseitől abban, hogy nincs olajköltség (viszont a zónák közötti mozgáshoz akciópontok (Action Points, AP) szükségesek) és nem csökkenti a harcban résztvevő szereplők morálját, de nem növeli a játékos iránti vonzalmukat sem. A mód a történet végigvitele után 30 naponként újraindul.

### Harc

A játék harci felülete

A játék fő módjára való felkészülés során a játékosok két flottát szervezhetnek (a játék előrehaladtával legfeljebb 6 flottát hozhatnak létre), amelyek egy első (előőrs, vanguard) és egy hátsó (fő flotta, main fleet) sorból állnak, és minden sorban három-három hely áll rendelkezésre. Az első sorba a rombolók, a könnyű-, nehéz- és nagy cirkálók oszthatók be, míg a hátsó sorban a csatahajók, a repülőgép-hordozó cirkálók, a monitorok, a javítóhajók, a csatacirkálók és a repülőgép-hordozók kapnak helyet. A győzelem eléréséhez a különböző harci helyzetekben különböző hajókombinációk szükségesek. A játékosok a flotta összeállítása után beléphetnek a kiválasztott térképre.
A térképre való belépéskor a játékos flottája egy, a Torpedó játékhoz hasonló rácsszerű térképre kerül. A térkép különböző típusú pontokat tartalmaz, ezek lehetnek harci pontok, azaz ellenséges flották, amelyek vagy mozdulatlanok vagy üldözik a játékost, illetve nem harci pontok, amelyek lőszert biztosítanak vagy rejtélyes pontok, ahol ellátmány, például javítókészletek, fejlesztéshez szükséges anyagok találhatók, de megjelenhetnek különleges harci pontok, az úgynevezett Kincses Flották (Treasure Fleet). A játékosoknak optimálisan kell navigálniuk és taktikusan össze kell állítaniuk flottájukat, hogy elhárítsák az akadályozó ellenségeket, és minimális számú mozdulattal elérjék a térképen a bosst, ami rendszerint bizonyos számú ellenség elpusztítása után jelenik meg. A térképen mozogva a játékos ellenséges rajtaütésekbe is keveredhet, amelyek során sebzést szenvedhet, vagy kényszeríthetik, hogy megtámadja az ellenséget további üzemanyagot és lőszert elhasználva. Az üzemanyag (olaj, oil) a két, játékon belüli erőforrás egyike (a másik az érme). Minden térképen lőszerpontokat osztanak ki a játékosflottákhoz, és minden csatánál egy lőszerpontot vonnak le. Azok a flották, amelyek kifogytak a lőszerből, továbbra is harcolhatnak, de csak fél sebzést okoznak.
Az ellenséggel harcolva a játékosok egy virtuális joystick segítségével irányíthatják az első sort, amely automatikusan lő a célpontokra, és manuálisan lőhet ki torpedókat. Az álló helyzetben lévő a hátsó sor tüzérségi tűzzel és repülőgépekkel támogat, amelyek egy része manuálisan is indítható a játékos által. Ezek aktiválják a lövedéktisztító effektust, amely eltávolítja az összes lövedéket és torpedót a képernyőről. A játékosok automatikus módban is lejátszhatják a csatákat, a játék mesterséges intelligenciájával. A szereplők életpontja teljesen feltöltődik a térkép teljesítésekor vagy kilépéskor. A csatában minden flottakarakter morálpontokat veszít, s ha egy karakter elesik a csatában, nem csatlakozhat a további akciókhoz a térképen, és a csata végén több morálpontot veszít. Ha egy szereplőnek tartósan alacsony a morálja, az csökkenti a statisztikáit és a játékos iránti vonzalompontjait. Az alacsony vonzalompontok esetén a szereplő csalódottságát tükröző hanggal üdvözöli a játékost.
A játékban megtalálható egy játékos kontra játékos mód (Exercise). A játékos védelmi flottát készíthet és támadóflottát szervezhet, hogy megtámadja az ellenfél védelmi flottáját. Ebben a módban a csatákat teljes egészében mesterséges intelligencia irányítja, és a légicsapások golyótisztító hatása le van tiltva. Ebben a módban zsetonok szerezhetők, és a játékos rangja a győzelmek révén emelkedhet. A játékosok nem kapnak büntetést, ha elveszítenek egy kihívást, vagy ha védelmi flottájukat más játékosok legyőzik. A shopban exkluzív karakterek és egyéb tárgyak szerezhetők be tokenekkel (merit). A rangsor 15 naponta frissül.
A játék megjelenése után további mechanikákat vezettek be. A tengeralattjáró és tengeralattjáró elleni hadviselés rendszerek 2018 májusában kerültek bevezetésre. Ezek között szerepeltek tengeralattjáró-ellenes kampánytérképek, valamint német U-Bootokon, amerikai és japán tengeralattjárókon alapuló szereplők. A tengeralattjárók esetében legfeljebb két, háromfős flottát szervezhet és a térkép egy meghatározott területén hívhatja őket a csata támogatására. A hajómacska rendszert 2018 szeptemberében vezették be. Különféle macskafajtákat lehet beszerezni egy macskaházban (Cattery), ahol kiképezhetők arra, hogy növeljenek bizonyos képességeket, ha a flottával együtt viszik őket csatába.

### Kollégium
A játék egy kollégium (Dorm) funkcióval is rendelkezik. A karakterek elhelyezhetők csibi formájukban a berendezett Kollégiumban, ahol sétálhatnak, üldögélhetnek, aludhatnak vagy fürödhetnek. A karakterek passzívan szerezhetnek tapasztalati pontokat és helyreállíthatják a moráljukat, ha a játékostól ételt kapnak. A játékosok élelmiszert vásárolhatnak üzemanyag vagy játékon belüli pénz (ékkő, gem) felhasználásával. A játékosok különféle témájú, esetenként korlátozott időre szóló bútorkészleteket és dekorációkat is vásárolhatnak „dekorérmékkel” (decor token), amelyeket a karakterek speciális küldetésekre történő elküldésével szereztek meg. A bútorok és dekorációk szabadon elrendezhetők, és emelik a tapasztalatszerzés mértékét. A játékosok növelhetik a kollégiumban elhelyezhető karakterek számát, kinyithatnak egy második emeletet és speciális interaktív bútorokat vásárolhatnak játékon belüli pénz használatával. Eseményekhez kapcsolódó pályák teljesítésével különféle emlékművek is megszerezhetők. A játékosnak lehetősége van megtekinteni más játékosok kollégiumait.

### Eskü
Ha egy karakter vonzalom (Affinity) pontjai, amelyek csatában, titkárnőnek választással vagy a kollégiumban növelhetők, elérik a 100-at, a játékosok dönthetnek úgy, hogy „ígéretgyűrűt” (Promise Ring) adnak ennek a karakternek. Küldetéseken keresztül egy „ígéretgyűrű” szerezhető meg, további gyűrűk játékon belüli pénzzel vásárolhatók a shopban. Az esküvő után a játékosok saját neveket is adhatnak ezeknek a karaktereknek, de egy karakter esetében csak 30 naponta van lehetőség változtatni. A legnépszerűbb karakterek közül több egyedi esküvői ruhát is kap az esküvőre. Az „ígéretgyűrű”  odaadását követően további statisztikabónuszokat is kapnak a karakterek.

## Történet
| Szövetség    | Frakció             | Előtag    | Valós megfelelője    | Japán név    | Kínai név | Hajók |
| ------------ | ------------------- | --------- | -------------------- | ------------ | --------- | ----- |
| Azur Lane    | Eagle Union         | USS       | Egyesült Államok     | ユニオン     | 白鹰      | 149   |
| Azur Lane    | Royal Navy          | HMS       | Egyesült Királyság   | ロイヤル     | 皇家      | 115   |
| Azur Lane    | Iris Libre          | FFNF      | Szabad Franciaország | アイリス     | 自由鸢尾  | 22    |
| Azur Lane    | Northern Parliament | SN        | Szovjetunió          | 北方連合     | 北方联合  | 31    |
| Azur Lane    | Dragon Empery       | ROCN PLAN | Kína                 | 東煌         | 东煌      | 24    |
| Crimson Axis | Sakura Empire       | IJN       | Japán Birodalom      | 重桜         | 重樱      | 155   |
| Crimson Axis | Iron Blood          | KMS SMS   | Németország          | 铁血         | 铁血      | 86    |
| Crimson Axis | Sardegna Empire     | RN        | Olasz Királyság      | サディア帝国 | 撒丁帝国  | 29    |
| Crimson Axis | Vichya Dominion     | MNF       | Vichy-Franciaország  | ヴィシア     | 维希教廷  | 24    |
| Tempesta     | Tempesta            | ––        | ––                   | ––           | ––        | 11    |
| Ashes / META | Ashes / META        | ––        | ––                   | ––           | ––        | 43    |
| Siren        | Siren               | ––        | ––                   | ––           | ––        | ––    |

Az idők kezdetén az Alkotó (Creator), aki egy Dr. Anzeel nevű fiatal kutatónő, megalkotja a bölcsességkockát (Wisdom Cube) és a hajólányokat (shipgirls), és feltételezhetően a sziréneket (Sirens). A jövőben az idegen technológiát birtokló szirének már az emberiség 90%-át kiirtották, ezért visszatérnek a jelenbe, hogy a hajólányokkal vívott harc során és megfigyelésükkel fejlődjenek tovább. A jelenben a nagyhatalmak szirének ellen létrehozott katonai szövetsége, az Azur Lane, melyek kezdetben mind a négy nagyhatalom, az Eagle Union (Egyesült Államok), a Royal Navy (Egyesült Királyság), a Sakura Empire (Japán Birodalom) és az Iron Blood (Németország) tagja volt a Parancsnok (a játékos) irányítása alatt. A szövetségből azonban kivált a Sakura Empire és az Iron Blood, létrehozva a Crimson Axist (Tengelyhatalmak), miután a szirének fejlett technológiáját megszerezve a hajólányok természetes képességeiket meghaladó erőre tettek szert, s ez szemben áll az Azur Lane-nek az emberiség természetes fejlődésbe vetett hitével. A történet előrehaladtával felbukkan az Ashes, akik hajólányok egy alternatív idővonalról, amelyben a világ sokkal szörnyűbb helyzetbe került. Az Ashes viszonyulása a hajólányokhoz és a szirénekhez is vegyes, néha ellenségként, néha szövetségesként jelennek meg.
A játék fő története a Dánia-szorosi csata antropomorf rekreációjával indul, ahol a híres brit Hood csatacirkáló megszemélyesített alakját a német erőket képviselő karakterek elsüllyesztik. A játék fő cselekményének többi része részben az Egyesült Államok haditengerészeti szerepvállalását követi a csendes-óceáni hadszíntéren. A fejezetek a háború számos döntő csatáját mutatják be, beleértve a midwayi csatát, a guadalcanali tengeri csatát és a Mariana- és Palau-szigeteki hadjáratot.
A játék további története az eseményekhez (event) kapcsolódó történetekből derül ki, melyekben időnként kisebb frakciók vannak fókuszban, mint a Sardegna Empire (Olasz Királyság), Iris Libre (Szabad Franciaország), Vichya Dominion (Vichy-Franciaország), Northern Parliament (Szovjetunió) és Dragon Empery (Kína). 2022 októberében mutatkozott be a híres vitorlás hajókat (főként kalózhajókat) felvonultató Tempesta frakció.

## Fejlesztés
Az Azur Lane producere, Yuwan (egyszerűsített kínai: 鱼丸; pinjin: Yúwán; N.ec 鱼丸 néven is ismert) a kínai Bilibili videómegosztó oldal egy ismert feltöltője, öt főiskolai barátjával kezdte el a játék fejlesztését, azzal a szándékkal, hogy „egy dódzsin játékot alkosson meg, amennyiben kereskedelmit nem lehetséges”. Látva, hogy a Kantai Collection sikerét követően számos hasonló játék készült Nagy-Kínában, a fejlesztők célja volt, hogy „valami mást hozzanak létre, mint a hajó-moe antropomorfizmus korábbi alkotásai”. Szándékosan kerülték a körökre osztott stratégia játékmechanikát, mint amilyet a Kantai Collection és a legtöbb követője használ. Emellett a japán hajókról áthelyezték a hangsúlyt a második világháborúban részt vevő más országok hajóira.
Az egyik különös nehézség a shoot ’em up elemek beépítése jelentette, mivel nem voltak olyan művek, amelyek alapot szolgáltattak volna. A játék korai változata egy ötszereplős flottából álló harcrendszert tartalmazott egy vagy két hadoszlopos csatasorral. A World of Warships, egy Kínában is népszerű, második világháborús tengeri hadviselést szimuláló játék, hatással volt a játékmenet egy részének kialakítására.
A fejlesztők arra törekedtek, hogy a játékot egyedibbé tegyék a fennmaradt múzeumhajókon alapuló karakterek szerepeltetésével, mint például az első világháborús Mikasza pre-dreadnought csatahajó, amely zászlóshajóként szolgált az orosz–japán háború idején, és az októberi forradalom alatti szerepvállalásáról híres orosz Auróra védett cirkáló. Ezekkel a karakterekkel azonban nehéz volt megtartani a játékegyensúlyt és a ritkaságot (rarity), azonban a fejlesztők a múzeumhajók bemutatását tűzték ki célul, és a jövőben több ehhez hasonló karaktert kívánnak bemutatni. Egy sor tervezett vagy befejezetlen második világháborús hadihajókon alapuló szereplő, köztük a Neptun, a Saint-Louis és az Ibuki a World of Warships kiadójával, a Wargaminggel való együttműködés részeként került bemutatásra.
Sok fiatal – néhány a kritikusok által is elismert – szinkronszínész kölcsönözte tehetségét a játéknak. A fiatalabb színészekre fókuszáló, kizárólag japán hangszínészek alkalmazására vonatkozó döntés a professzionális szinkronszínészek hiányának köszönhető Kínában, valamint a csapat azon szándékának, hogy a fiatalabb japán színészeknek is lehetőséget biztosítsanak szerepelni. A játék neves szinkronszínészei között megtalálható Isikava Jui Takahasi Rie és Taneda Risza.
A sanghaji Manjuu Ltd. végzi az audiovizuális tartalmak tervezését és az Azur Lane történetének írását, míg a hsziameni Yongshi Ltd. (厦门勇仕网络技术有限公司) felelős a programozásért, a játékadatok tervezéséért és a tartalomért. A két cég közösen kezeli a játék szerzői jogait, a bevételt 65%-os/35%-os részesedéssel osztják meg.

## Megjelenés
Az Azur Lane elsőként Kínában indult el, 2017. május 25-én iOS-re és 2017. június 2-án Androidra a Bilibili kiadásában. A sanghaji Yostar 2017. szeptember 14-én indította el Japánban, az XD Global pedig Dél-Koreában 2018 márciusában. 2018 júniusában jelentették be, hogy az angol változat fejlesztés alatt áll, a nyílt béta verzió 2018. augusztus 16-án indult el. Az angol nyelvű változat hivatalosan 2019. május 20-án indult el a megújult felhasználói felülettel.
Li Hengda, a Yostar Inc. elnöke elárulta, hogy bár látta az Azur Lane-ben rejlő lehetőségeket, nem számított a játék Japánban tapasztalt népszerűségére. Li azt hitte, hogy körülbelül 10 ember elég lesz, később elismerte hibáját, amikor a játék megjelenése előtt csak négy teljes munkaidős alkalmazottja és két gyakornoka volt, akiknek reggeltől éjfélig kellett dolgozniuk, ahogy a játék népszerűsége nőtt 2017 végéig. Az Azur Lane sikerén keresztül a Yostar előkelő japán vállalatokkal és alkotókkal lépett kapcsolatba, és üdvözlő válaszokat kapott. A Shining sorozatban végzett munkájáról ismert Tony Taka örömmel fogadta, hogy felkérték a HMS Centaur karaktertervezésére, ami első munkája egy mobiljátékban. Haganeja Dzsin, a Demonbane írója beleegyezett, hogy megírja a játék animeadaptációjának forgatókönyvét.

## Promóció
2018 májusában az AbemaTV japán internetes televízión egy különleges műsort mutattak be, amelyben Isikava Jui szinkronszínésznő meglátogatta az egyik fejlesztő, a Manjuu Ltd. irodáját Sanghajban. A műsorban azonban visszaéltek a kanmuszu (艦娘; Hepburn: kanmusu) védjegyi oltalom alatt álló kifejezés használatával a játék megszemélyesített hadihajó-karaktereire való hivatkozásnál, ami oda vezetett, hogy a DMM.com, a Kantai Collection kiadója nyilvánosan figyelmeztette a Yostart. Yostar bocsánatot kért, és arra kérte az Azur Lane játékosait, hogy adjanak alternatív kifejezéseket a játék megszemélyesített hadihajó-karaktereire. A felhívásra több mint ezer beadvány érkezett. A Yostar 2018 szeptemberében jelentette be, hogy az új kifejezés a Kinetics Artifactual Navy-Self-regulative En-lore Node, rövidítve KAN-SEN (艦船; kanszen; Hepburn: kansen) lesz.

### Együttműködések

#### Játékon belüli
2018 januárjában egy Compile Hearttel való együttműködés keretében bemutatkozhattak a Hyperdimension Neptunia főszereplői az Azur Lane-ben. A játékosok korlátozott ideig megszerezhették a Neptunia haditengerészeti felszereléssel ellátott főszereplőit (Neptune, Noire, Vert és Blanc), valamint „istennő alakjaikat” külön karakterként.
2018 áprilisában a Yostar és a Wargaming Japan bejelentették együttműködésüket az Azur Lane és a World of Warships játékok között. Az Azur Lane játékosai a World of Warships hajóira épülő karaktereket a fejlesztődokk (Development Dock) nevű új felületen keresztül szerezhetik be, míg a World of Warships játékosai megvásárolhatják az Azur Lane szereplőinek hangjával beszélő kapitányokat, illetve skineket a hajókhoz az Azur Lane névrokon szereplőinek dizájnelemei alapján. 2019 áprilisában a WoWS-együttműködést tovább bővítették a 2. évaddal, új karaktereket mutatva be mindkét játékban. 2020 augusztusában az együttműködést ismét meghosszabbították a 3. évaddal, új hajók, skinek és kapitányok hullámát vezetve be mindkét játékban. A 4. évad 2021 júliusában, az 5. évad 2022 júliusában, a 6. évad 2023 júliusában vált elérhetővé.
A Sunrise Inc.-vel való együttműködésnek köszönhetően a Szókó kihei Votoms animesorozatban látható volt egy crossover történetszál 2018 májusában. A Marshydog nevű mecha a sorozatból bútorként került be az Azur Lane-be.
2018 novemberében az Aquaplus-szal való együttműködés következtében az Utavarerumono visual novel hat szereplője, Kuon, Nekone, Rurutie, Uruuru, Saraana és Fumiruiru vált elérhetővé az Azur Lane-ben.
2019 áprilisában Kizuna AI virtuális youtuber mutatkozott be négy különböző játékbeli karakterként.
2019. november 27. és december 10. között hét Hololive-tag, Muraszaki Sion, Nakiri Ajame, Ókami Mio, Nacuiro Macuri, Minato Aqua, Sirakami Fubuki és Tokino Szora vált játszhatóvá.
2020 novemberében a Dead or Alive Xtreme Venus Vacation-ből hét szereplő, Kaszumi, Marie Rose, Honoka, Monica, Nagisza, Miszaki és Njotengu vált elérhetővé.
2021 júliusában a Bandai Namco Entertainmenttel való együttműködésnek köszönhetően a The Idolmaster médiafranchise-ból hét szereplő kerül be az Azur Lane-be, méghozzá az eredeti 765 Production ügynökség tehetségei közül: Amami Haruka, Kiszaragi Csihaja, Miura Azusza, Minasze Iori, Akizuki Ricuko, Futami Ami és Futami Mami.
2021 novemberében az SSSS.Gridman és az SSSS.Dynazenon animesorozatokból mutatkozott be és vált korlátozott ideig megszerezhetővé hét szereplő, Takarada Rikka, Sindzsó Akane, Minami Jume, Hass, Namiko, Mudzsina és Aszukagava Csisze.
2022 novemberében és decemberében a Gust Atelier videójáték-sorozatának Atelier Ryza 2: Lost Legends & the Secret Fairy és Atelier Ryza 3: Alchemist of the End & the Secret Key részeiből vált korlátozott ideig elérhetővé hat szereplő, Reisalin Stout, Klaudia Valentz, Patricia Abelheim, Kala Ideas, Lila Decyrus és Serri Glaus.
2023 novemberében és decemberében a Senran Kagura videójáték-sorozatból korlátozott ideig elérhetővé vált hét szereplő: Aszuka, Ikaruga, Jumi, Homura, Muraszaki, Fubuki és Jújaki.

#### Egyéb
A Yostar két rajzversenyt is rendezett a Pixiv japán művészközösséggel a játék népszerűsítésére. A 2017 decemberében megrendezett verseny győztesei pénzjutalomban részesültek, és munkáik a játék betöltési képernyőin jelenhettek meg. A Pixiven 2018 júliusában esküvői ruhát viselő szereplőkkel tartottak rajzversenyt.
A Yostar 2018 augusztusában engedélyezte a japán GRASPER cégnek, hogy virtuális esküvői szertartásokat készítsen a játék négy szereplőjével (Akagi, Enterprise, Illustrious és Hood). Az Azur Lane x Wedding VR néven futó, közösségi finanszírozásból megvalósuló projektet 2018 októberében törölték, mert a GRASPER nem érte el finanszírozási célját, mintegy 18 millió jen (160 500 dollár) összegyűjtését, és kommunikációs nehézségei voltak a szinkronszínészekkel és ügynökségeikkel.
2022-ben a játék a Yamahával és annak alkalmazottai által irányított csapattal, az Iwata Racing Familyvel (IRF) együttműködve versenyzett a Suzuka 8 Hours állóképességi motorversenyen egy YZF-R1 sportmotorral, amely a játékban Essex motorkerékpárja.

#### Élő események
2023-ban a játék együttműködött a CarrierCon anime, videójáték, képregény és cosplay témájú rajongói találkozóval a USS Hornet (CV-12) fedélzetén, amely a játékban Hornet II-ként van megszemélyesítve, hogy megkülönböztesse őt az eredeti Hornettől (CV-8), és jelenleg múzeumhajó Alamedában, Kaliforniában. Később, ugyanebben az évben 
a Hornetet választották a játék angol/világszintű megjelenésének 5. évfordulóját megünneplő élő eseményének helyszínének.

## Kapcsolódó média

### Manga
Az Azur Lane több manga- és regényfeldolgozást is kapott. Hori Azur Lane: Biszoku zensin! (アズールレーン びそくぜんしんっ！; Hepburn: Azur Lane: Bisoku zenshin!; angol címén: Azur Lane: Slow Ahead! vagy Azur Lane: Very Slow Advance!) című hivatalos jonkoma mangája az Ichijinsha Manga 4-koma Palette magazinjában jelenik meg 2018. április 23-tól. Középpontjában Javelin és játék másik három főszereplője áll. A manga fejezeteit rendszeresen közzéteszik a játék japán Twitter-oldalán promóciós célzattal.
Az Azur Lane Comic Anthology (アズールレーン コミックアンソロジー) képregény-antológia sorozat első kötete 2018. január 31-én jelent meg Ichijinsha kiadásában az Amazon Japanen. A sorozatból 2020. április 25-ig 12 kötet jelent meg.
|    | Cím                          | Kiadás dátuma        | Oldalszám | ISBN              |
| 1  | Azur Lane Comic Anthology 1  | 2018. január 31.     | 157       | 978-4-75800-980-5 |
| 2  | Azur Lane Comic Anthology 2  | 2018. április 25.    | 153       | 978-4-75800-984-3 |
| 3  | Azur Lane Comic Anthology 3  | 2018. június 25.     | 147       | 978-4-75800-990-4 |
| 4  | Azur Lane Comic Anthology 4  | 2018. szeptember 25. | 150       | 978-4-75802-013-8 |
| 5  | Azur Lane Comic Anthology 5  | 2018. november 24.   | 130       | 978-4-75802-018-3 |
| 6  | Azur Lane Comic Anthology 6  | 2019. január 25.     | N/A       | 978-4-75802-023-7 |
| 7  | Azur Lane Comic Anthology 7  | 2019. március 25.    | N/A       | 978-4-75802-035-0 |
| 8  | Azur Lane Comic Anthology 8  | 2019. június 25.     | N/A       | 978-4-75802-042-8 |
| 9  | Azur Lane Comic Anthology 9  | 2019. szeptember 25. | 136       | 978-4-75802-053-4 |
| 10 | Azur Lane Comic Anthology 10 | 2019. december 25.   | 145       | 978-4-75802-056-5 |
| 11 | Azur Lane Comic Anthology 11 | 2020. február 27.    | 145       | 978-4-75802-087-9 |
| 12 | Azur Lane Comic Anthology 12 | 2020. április 25.    | 144       | 978-4-75802-107-4 |

2020. augusztus 25-től az Ichijinsha egy új mangaantológiát indított Azur Lane Comic Anthology Breaking!! (アズールレーン コミックアンソロジー Breaking!!) címmel. 2021. december 25-ig hét kötet jelent meg.
|   | Cím                                    | Kiadás dátuma        | Oldalszám | ISBN              |
| 1 | Azur Lane Comic Anthology Breaking!! 1 | 2020. augusztus 25.  | N/A       | 978-4-75802-137-1 |
| 2 | Azur Lane Comic Anthology Breaking!! 2 | 2020. október 26.    | N/A       | 978-4-75802-174-6 |
| 3 | Azur Lane Comic Anthology Breaking!! 3 | 2021. február 3.     | N/A       | 978-4-75802-190-6 |
| 4 | Azur Lane Comic Anthology Breaking!! 4 | 2021. május 25.      | N/A       | 978-4-75802-254-5 |
| 5 | Azur Lane Comic Anthology Breaking!! 5 | 2021. július 26.     | N/A       | 978-4-75802-276-7 |
| 6 | Azur Lane Comic Anthology Breaking!! 6 | 2021. szeptember 25. | N/A       | 978-4-75802-300-9 |
| 7 | Azur Lane Comic Anthology Breaking!! 7 | 2021. december 25.   | N/A       | 978-4-75802-333-7 |

Az elsősorban Queen Elizabethre és Warspite-ra fókuszáló Azur Lane Queen’s Orders manga az Ichijinsha Comic Rex magazinjában jelent meg. Egy másik képregény-antológia 'Azur Lane Comic à la Carte' (アズールレーン コミックアラカルト) címmel 2018. október 25-én jelent meg.

### Light novel
A Kodansha Laffey to hadzsimeru sikikan szeikacu (ラフィーと始める指揮官生活; angol címén: Starting My Life as a Commander with Laffey; Hepburn: Laffey to hajimeru shikikan seikatsu) címmel kiadott egy spin-off light novelt Laffey főszereplésével. Az első kötet 2018. június 29-én jelent meg, 2020. március 2-áig három kötetet adtak ki.
|   | Cím                                     | Kiadás dátuma    | Oldalszám | Író              | Illusztrátor    | ISBN              |
| 1 | Laffey to hadzsimeru sikikan szeikacu 1 | 2018. június 29. | 216       | Cukasza (ツカサ) | Szenmu (せんむ) | 978-4-06-512644-8 |
| 1 | Laffey to hadzsimeru sikikan szeikacu 2 | 2019. február 1. | 248       | Cukasza (ツカサ) | Szenmu (せんむ) | 978-4-06-514733-7 |
| 3 | Laffey to hadzsimeru sikikan szeikacu 3 | 2020. március 2. | 232       | Cukasza (ツカサ) | Szenmu (せんむ) | 978-4-06-518564-3 |

A Shueisha 2018. június 22-én kiadott egy másik light novelt, az Azur Lane: Episode of Belfastot, amelynek főszereplője Belfast.
A harmadik spin-off light novelt az Overlap, Inc. adta ki 2018. december 25-én Azur Lane: Ajanami, kekkon szurudeszu (アズールレーン　～綾波、ケッコンするです～; Hepburn: Azur Lane: Ayanami, kekkon surudesu; angol címén Ayanami, Happily Married) címmel, a főszerepben Ajanamival.

### Konzoljáték:Azur Lane: Crosswave
Az Azur Lane: Crosswave 3D-s lövöldözős játékot 2018 szeptemberében jelentették be PlayStation 4-re. A Crosswave az Azur Lane karaktereit vonultatja fel, akik valósághű hadihajókkal és harci repülőgépekkel küzdenek meg. A játék története eltér az Azur Lane-étől, és új karaktereket is bemutat. A konzoladaptációt a Felistella fejlesztette ki az Unreal Engine 4 motor használatával, és a Compile Heart adta ki 2019. augusztus 29-én. Az Idea Factory International angol nyelvű kiadást jelentetett meg Észak-Amerikában és Európában 2020-ban. A lokalizáció eredeti japán hangot tartalmaz, és digitális és kiskereskedelmi formátumban is értékesítik. A játék Nintendo Switch portja Japánban 2020. szeptember 17-én, Észak-Amerikában 2021. február 16-án, Európában pedig 2021. február 19-én jelent meg.

### Anime
A játék televíziós animesorozat-adaptációját 2018 szeptemberében jelentették be. Az animét Tensho, a Grisaia no kadzsicu és a Rewrite animeadaptációinak rendezője rendezte, Haganeja Dzsin írta, és zenéjét Nisiki Jaszunori komponálta. Az animáció gyártását Tensho saját stúdiója, a Bibury Animation Studios végezte. A Yostar feje, Li Hengda elárulta, hogy az animációs projekt 2017 végén kezdődött, amikor a játék népszerűsége ugrásszerűen megnőtt. Haganeja írónak való választása annak volt köszönhető, hogy a Demonbane franchise - melynek egy regényfeldolgozását Haganeja írta - Hengda egyik személyes kedvence. Az animesorozat premierje 2019. október 3-án volt a Tokyo MX, a SUN, a KBS, a BS11 és az AT-X televízióadókon. May’n adja elő a sorozat nyitó főcímdalát, a graphite/diamond-ot, míg Kano adja elő a Hikari no micsisirube (光の道標; Hepburn: Hikari no michishirube) című záródalt.
A 11. és 12. epizód bemutatóját eredetileg 2019. december 19-re és 26-ra tűzték ki, de arra hivatkozva, hogy emeljék az anime minőségét 2020. március 13-ra és 20-ra halasztották. Az angol nyelvű, japánnal egy idejű vetítés jogait a Funimation szerezte meg, A 11. és 12. epizód angol nyelvű változata csak 2020 augusztusában és szeptemberében jelent meg a végleges kiadással.
Az Azur Lane: Biszoku zensin! manga animeadaptációját 2019. december 24-én jelentették be. A televíziós sorozatot Dzsinbo Maszato rendezte, Szató Jú írta a Yostar Picturesnél és a Candy Boxnál, a szereplőket Hagivara Hiromicu tervezte, és a sorozat zenéjét Shade szerezte. A gyártásban együttműködött a Yokohama Animation Laboratory. 2021. január 12-től 2021. március 30-ig sugározták a Tokyo MX-en, a BS11-en és az AT-X-en. A nyitó főcímdal a Longing for! Emi Nitta előadásában, a befejező főcímdal pedig a Mahiruiro Siesta (まひるいろシエスタ; Hepburn: Mahiruiro shiesuta; Midday-Color Siesta), amelyet Szakakibara Jui ad elő. Nemzetközileg a Crunchyroll licencelte a sorozatot. 2021 júliusában a Biszoku zensin! eredeti videóanimációja, a 13. epizódban A Party at the Grand Base címmel, kizárólag Blu-rayen jelent meg.
Az Azur Lane: Queen’s Orders manga animeadaptációját 2021. szeptember 12-én, a játék negyedik és az angol nyelvű változat elindulásának harmadik évfordulóján jelentették be. Az ötödik évforduló alkalmából, 2022. szeptember 10-én sugárzott livestreamen közölték, hogy az anime egy OVA-sorozat lesz és közzétették az első előzetesét is.

### Zenei és hang CD-k
2018 szeptemberében megjelent egy CD, amelyen a szereplők szinkronszínészei által előadott karakterdalok találhatóak. Egy dráma CD, amelyet a Laffey to hadzsimeru sikikan szeikacu szerzője írt, 2018. november 28-án jelent meg.

## Fogadtatás

### A játék fogadtatása
| Bejelentés dátuma    | Regisztrálók száma |
| -------------------- | ------------------ |
| 2017. szeptember 14. | A játék indulása.  |
| 2017. október 3.     | 1 000 000          |
| 2017. október 17.    | 2 000 000          |
| 2017. november 9.    | 3 000 000          |
| 2017. december 7.    | 4 000 000          |
| 2018. január 12.     | 5 000 000          |
| 2018. június 28.     | 6 000 000          |
| 2020. január 10.     | 8 000 000          |
| 2021. december 21.   | 9 000 000          |

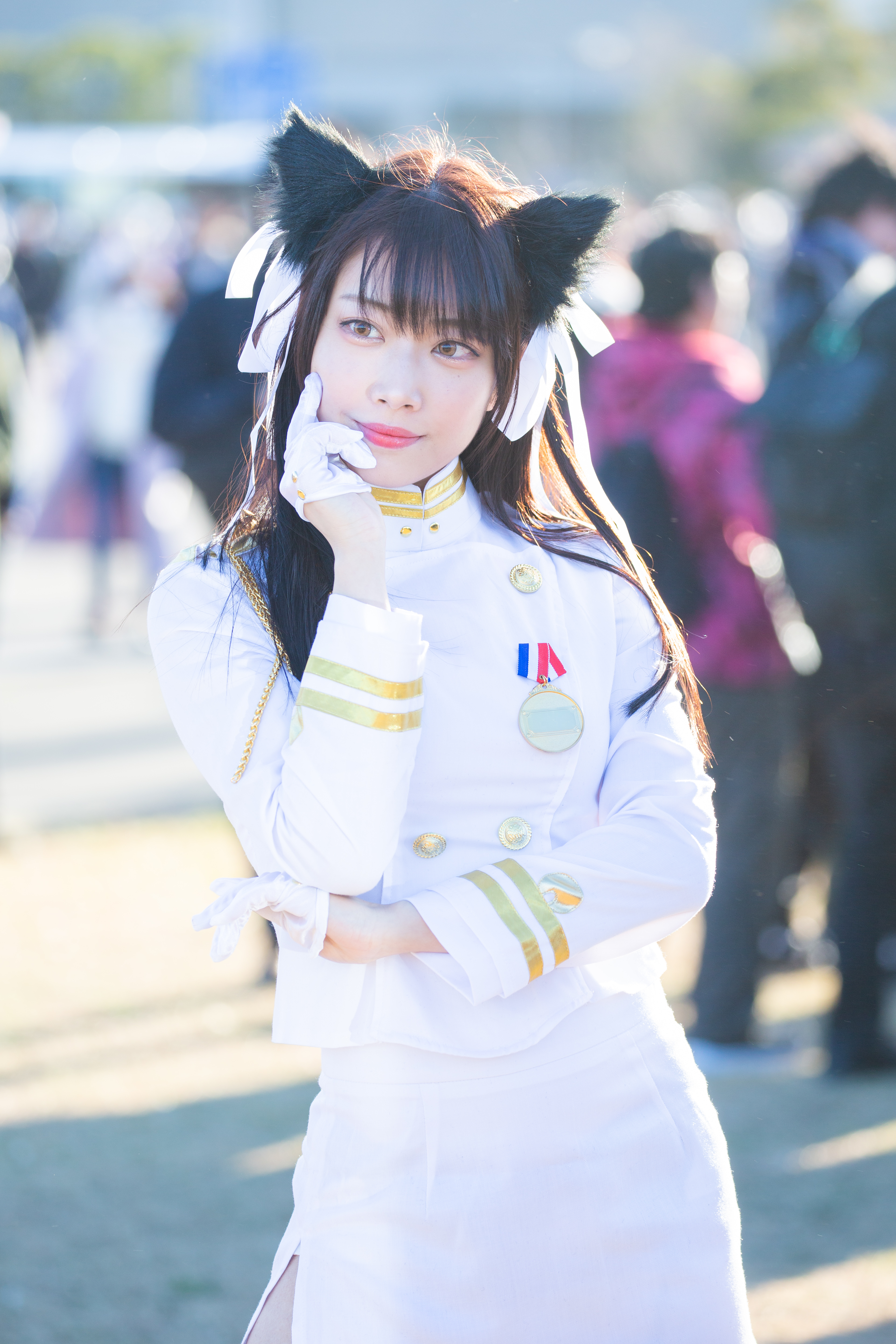
Az Azur Lane-beli Atago japán nehézcirkálót imitáló cosplayes

Az Azur Lane nagyon népszerű volt hazájában, és a Fate/Grand Order kínai kiadásával együtt hozzájárult a Bilibili 2018. első negyedéves bevételének nagy részéhez. Japánban a játék elsöprő népszerűségnek örvendett megjelenése után, annak ellenére, hogy a Kantai Collection rajongói kezdetben azzal vádolták, hogy előbbi játékot másolja. Mindössze négy hónap elteltével több mint 5 millió játékossal rendelkezett a szigetországban. Az első dódzsin találkozót, amelyet kizárólag a játéknak szenteltek, 2017 novemberében tartották. 2017 májusa és 2018 augusztusa között a játék 170 millió dollár bevételt termelt világszerte az iOS AppStore-on. A kínai játékosok 28 millió dollárt, míg a japán játékosok 139 millió dollárt költöttek, ami a játék eladásainak körülbelül 82%-át tette ki.
A játék bekerült Japán 2017. évi öt legjobb játéka közé a Google Play felhasználói szavazáson, valamint első helyezést ért el a 2017-es Dengeki Online Awards alkalmazás szekciójában. 2018 szeptemberében a játék harmadik helyezést ért el „az év játéka” kategóriában a 15. Kínai Animációs- és Képregényversenyen.
Az Azur Lane népszerűségét a játékmenetének és a játékrendszer-tervezésének tulajdonították, amelyeket széles körben dicsértek. Az RPG Site szerint „a játék fontos leckeként szolgál arra vonatkozóan, hogy egy kínai gyártású játék hogyan szerezhet népszerűséget Japánban azáltal, hogy eredetiséget kínál a játékmenetében”. A Famicúnak tetszett, hogy a játék kevésbé függ a szerencsétől, lehetővé téve a játékosoknak, hogy kialakítsák saját játékstílusukat, és a kevés mikrotranzakciós elemnek köszönhetően könnyen elsajátítható és játszható. Mafia Kadzsita japán írót, színészt és rádiós személyiséget lenyűgözte a lövöldözős játék egyszerű irányítása. Úgy érezte, a játékrendszerek leegyszerűsítettek és elkerülték a kellemetlenségeket: „az egyensúly azon rész között, amelybe a játékosnak be kell avatkoznia, és a felügyelet nélkül hagyható rész között kiváló”. Úgy véli, hogy a népszerűségének a fő oka az lehet, hogy a szereplők hangjaiért kizárólag japán szinkronszínészek felelősek.
A kritikusok a játékot a Kantai Collection-höz is hasonlították. A HK01 hongkongi sajtóorgánum úgy találta, hogy a Kantai Collection-től a megjelenés utáni fejlesztések hiánya és a szerencsétől való túlzott függés miatt fordultak el a játékosok, akik áttértek az Azur Lane-re, hozzájárulva népszerűségéhez. Mafia Kadzsita megjegyezte, hogy a két játék másra fókusza: a Kantai Collection középpontjában az erőforrás-kezelés áll, míg az Azur Lane egy szimulációs játék, amiben ki kell kerüli a danmaku lövedékeket, közben tüzelni az ellenségre. Azonban Kurita Sigetaka, a Kadokawa Dwango vállalat igazgatója bírálta az Azur Lane-t, mert a Kantai Collection-nel ellentétben hiányzik belőle „a tragédia és a hősiesség” érzése. Kurita a játékot „csupán egy idol akciójátéknak” nevezte „flotta motívummal”. A Kantai Collection legnagyobb vonzerejét a „Japán Birodalmi Haditengerészet bánatában” találta, mondván, hogy sírni lehet a Kantai Collection-ön játék közben, de az Azur Lane esetében nem.

#### A játék körüli konfliktusok
A koreai kiadás első nyitóképét Nardack koreai művész készítette. 2018 márciusában az XD Global arra kérte őt, hogy határolódjon el a Megalia koreai radikális feminista weboldaltól és ítélje el a feminizmust, miután néhány játékos azzal vádolta, hogy kapcsolatot tart fent az online közösséggel. Nardack visszautasította a vádakat, de megtagadta, hogy eleget tegyen az XD Global kérésének, ezért a művét eltávolították.
2021 februárjában a játék egyik szinkronszínésznője, Kajano Ai, aki Kaga, Atago, Renown és Graf Zeppelin hangja, vitába keveredett a kínai közösségi médiában egy február 11-ei, Jaszukuni-szentélybe való utazásával kapcsolatos bejegyzése miatt. A szentély a Meidzsi- és a Sóva-kor háborúiban, Japán szolgálatában elesett elesett japán férfiak, nők, gyermekek és katonák emlékhelye, köztük több halálra ítélt háborús bűnösé, mint Tódzsó Hidekié és Macui Ivanéé, ezért gyakran képezi politikai viták tárgyát, a kínaiak a japán katonai agresszió szimbólumának tekintik. Válaszul a hangját eltávolították az Azur Lane kínai szervereiről, szerepeit Igucsi Juka, Óki Szaeko, Kavaszumi Ajako és Ucsijama Jumi vették át. Hasonló lépések történtek más játékokban is, például a Kajano által megszólaltatott Platinum hangdialógjait is eltávolították az Arknights-ból, és bár Kajano dialógjai az Arknights kínai szerverein kívül elérhetők maradtak az eset után, a hangját azóta Kitadzsima Mizukiéra cserélték minden szerveren egy 2021. október 24-i gyors frissítéssel.
2021 áprilisában 18 hajó (Wichita, Portland, Rodney, South Dakota, Belfast, Sirius, Exeter, Ark Royal, Illustrious, Akagi, Kaga, Júdacsi, Júbari, Taihó, Hjúga, Fuszó, Scharnhorst és Graf Zeppelin) átmenetileg elérhetetlenné vált az Azur Lane kínai változatában a kínai kormány „puha pornográfia” és „buja” tartalom elleni fellépésének eredményeként. A Girls’ Frontline kínai mobiljáték sokat mutató grafikájának eltávolításával egy időben mindkét játékot kifejezetten nem megfelelő tartalomként nevezték meg a kínai játékfejlesztők államilag támogatott képzési kurzusának jegyzeteiben, amely tiltásokat tartalmazott a sokat felfedő fanservice-re és a bugyivillantásra vonatkozóan. Szeptemberben 213 videójáték-vállalat aláírt egy öncenzúrázási egyezményt, amelyben beleegyeztek abba, hogy eltávolítsák azokat a tartalmakat, amelyek a „rossz értékrendet” népszerűsítik, és megsértik a kínai kormány játékokra vonatkozó szabályozását.
2022. február 24-én ismeretlen okokból eltávolították az összes Northern Parliament-hajó (Szovjet Haditengerészet) komment szekciójának tartalmát és letiltották a kommentelés lehetőségét. Ugyanezen a napon, amikor megkezdődött Oroszország Ukrajna elleni inváziója, indult el az Abyssal Refrain elnevezésű esemény, amely során új szovjet hajók, köztük Kiev mutatkoztak be.

### Az anime fogadtatása
A THEM Anime Reviews kritikusa meglehetősen elavultnak találta az animesorozat animációját, néhány visszafogottabb akciójelenetet „kifejezetten borzasztó”-nak nevezett, a háttereket viszont dicsérettel illette. Kritizálta, hogy az anime több olyan aspektust is felmutat, ami a játékban nem szerepel, kiemelve Enterprise eltérő jellemvilágát, a Kaga által megidézett hatalmas fehér rókát vagy, hogy a lányok néha saját hajóikon állnak. A történet szempontjából negatívumként emelte ki, hogy a játék ismerete nélkül bizonyos momentumok a néző számára ködösek lehetnek, mint például Akagi és Kaga kapcsolata Amagival. Az anime fő erősségeinek a szereplők között kibontakozó barátságokat, az apró pillanatokat, melyekben a szereplők hozzák önmagukat, és az animáció minősége ellenére, az akciójeleneteket emelte ki. A kritikus megállapítja, hogy ha már eredeti történetet kapott az anime, előnyösebb lett volna a második világháború valós eseményeinek feldolgozása, így kevésbé függött volna a játék ismeretétől.
A Mondo magazin az animét jobbnak találta „szellemi elődjénél”, a Kantai Collectionnél, de összességében „elbaltázott”-nak nevezi az adaptációs munkát: „A potenciál és az elemek ugyan megvannak hozzá benne, hogy önálló és a mobiljátéktól független alkotás lehessen, és közben mégsem történik semmi.” Nehezményezi, hogy a koncepciójában és a történetében lévő lehetőségek kiaknázatlanok maradnak, nem kerülnek bemutatásra a világháborús események még alternatív átiratban sem, és a sorozatban gyakran megjelenő háborúellenes narratíva pedig „blőd, ostoba és erőltetett”. Az animáció tekintetében dicsérte a háttereket, viszont hozzátette, hogy az animáció színvonala epizódról epizódra romlik. A szinkronhangokat és a nyitódalt pozitívumként emelte ki, a záródalt viszont nem érezte helyénvalónak és a „gyerekmesék kezdetét” idéző zenei betétekben is talált kivetni valót.

## Fordítás
Ez a szócikk részben vagy egészben  az   Azur Lane című angol Wikipédia-szócikk ezen változatának fordításán alapul.  Az eredeti cikk szerkesztőit annak laptörténete sorolja fel. Ez a jelzés csupán a megfogalmazás eredetét és a szerzői jogokat jelzi, nem szolgál a cikkben szereplő információk forrásmegjelöléseként.